# Опылченско
Опылченско (болг. Опълченско) — село в Болгарии. Находится в Кырджалийской области, входит в общину Кырджали. Население составляет 855 человек.

## Политическая ситуация
В местном кметстве Опылченско, в состав которого входит Опылченско, должность кмета (старосты) исполняет Шенол Аптилязим Апти (Движение за права и свободы (ДПС)) по результатам выборов правления кметства.
Кмет (мэр) общины Кырджали — Хасан Азис (Движение за права и свободы (ДПС)) по результатам выборов в правление общины.